# Réseau de Bovinant
Le réseau de Bovinant est un ensemble de galeries souterraines situées sous le Grand Som sur la commune de Saint-Pierre-d'Entremont dans le Massif de la Chartreuse, en Isère. Ce réseau karstique est la seconde cavité la plus profonde du massif de la Chartreuse.

## Explorations

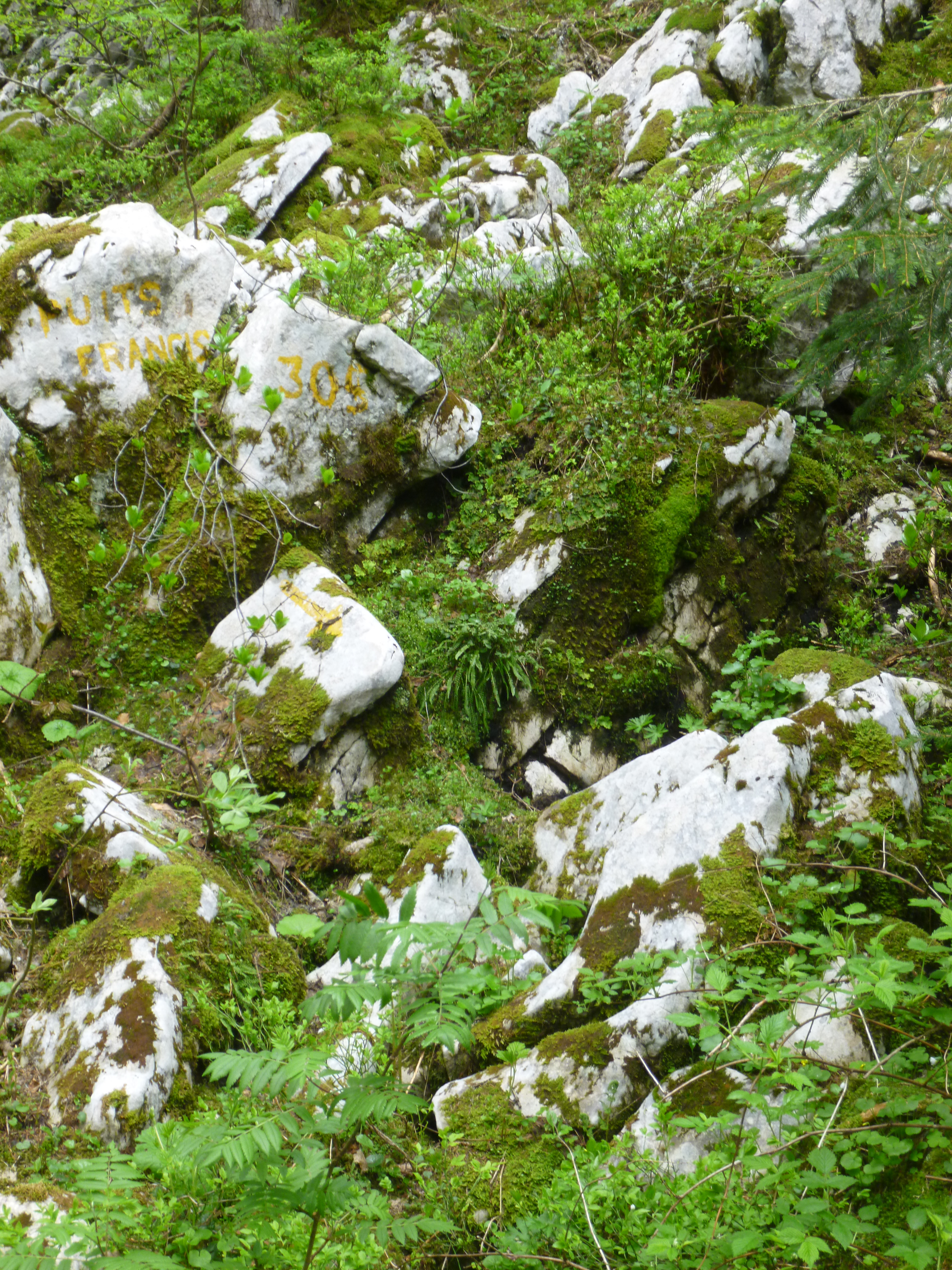
Sous ces blocs se trouvent le puits Francis, la première entrée du réseau de Bovinant.

Le gouffre Francis est découvert le 24 juillet 1966 par Francis Lugiez et Jean-Claude Dobrilla du groupe spéléo de la Tronche (FLT). Le 16 octobre la cote - 100 m  est atteinte , -150 m le 11 mars 1967 et - 200 mètres le 16 avril. Une autre cavité, le puits Baisant, est relié au gouffre Francis en juin de la même année à 150 mètres de profondeur. En juillet les explorateurs parviennent à la profondeur de - 320 m au puits du Chaos. Lors d'un camp FLT - Spéléo Club de la Seine une chatière à - 394 m arrêtent brièvement les spéléologues le 13 août. Après désobstruction, le 20, les - 500 mètres sont atteints, puis les - 600 m le 22 et le  siphon à - 688 m le 23 août 1967. En juin 1975 le trou Berculeux (alt:1600m) est relié  et devient l'entrée supérieure du réseau  faisant passer la profondeur à 723 mètres. À partir des années 1979 et jusqu'en 1984 des explorations complémentaires rajoutent 3800 mètres de galeries au système. Le trou de la Cochette, connu depuis les années 1966 rejoint le réseau le 2 septembre 1987 avec la jonction à - 155 m avec le puits Francis. Avec le trou du Marteau, actuellement impraticable, le réseau de Bovinant compte cinq entrées.

## Description
L'entrée se fait par le puits Baisant, plus facile que le puits Francis. Une petite galerie en inter strates aboutit à une série de petits puits entrecoupée de méandres. Le puits de la jonction (45m) permet de rejoindre la galerie du solitaire ou arrivent les autres entrées. Cette galerie correspond à un niveau très ancien. Après un méandre et quelques ressauts on atteint un puits de 40 m suivi d'autres (25, 35, 21 et 23m) aboutissant à la salle du chaos. On emprunte la galerie du gypse qui précède la chatière de -419 m dynamitée. Une diaclase avec des ressauts améne sur un P 20 ou le ruisseau disparait dans un siphon (- 500m). Un méandre supérieur conduit à un puits de 60 mètres. Plusieurs ressauts dans une haute diaclase précédent une galerie argileuse conduisant au siphon terminal .

## Géologie et Hydrologie

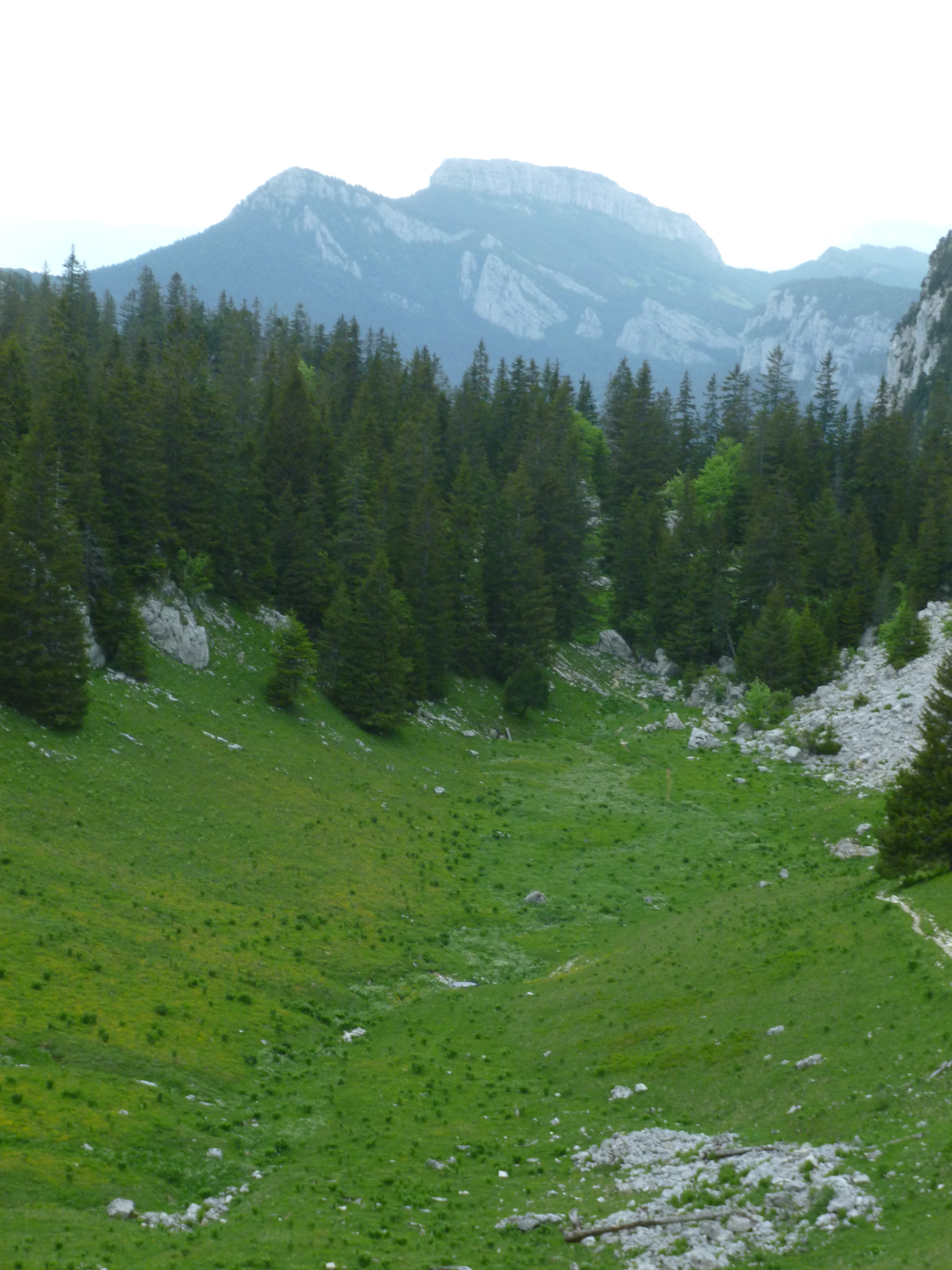
Les entrées (Trou de la Cochette, Trou du Marteau, Puits Francis et Trou Baisant) se trouvent à gauche de l'éboulis au niveau des arbres.

La cavité se développe dans les calcaires urgoniens. Le pendage avoisine les 45°. Les puits et méandres sont creusés au tardiglaciaire. Le barrémien inférieur précédant les marnes hauteriviennes est atteint à - 325 m. Un niveau fossile, à l'altitude de 1430 mètres, peut correspondre à l'interglaciaire Riss-Wurm. Le système est dit "en volets", les eaux souterraines s'infiltrent perpendiculairement à l'axe du synclinal et à l'altitude proche de l'exsurgence reprennent la direction de la sortie des eaux. Une coloration au puits Francis à - 250 m avec 18 kg de bichromate de sodium le 8 juin 1975 est ressorti le 10 juin à la source de Noirfond, au bord du Guiers Vif. Le collecteur n'est pas atteint au fond du réseau de Bovinant.

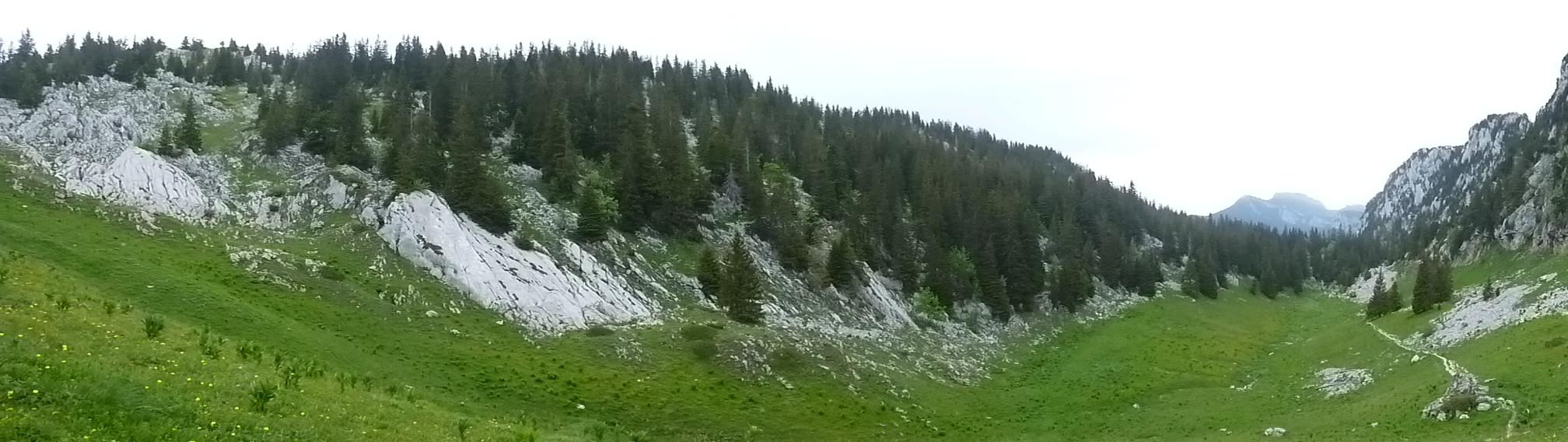
A gauche les Roches Rousses, au centre la prairie précédant la combe des Eparres et à droite la Dent de l'Ours.